# 汕头舞蛛
汕头舞蛛（学名：Alopecosa swatowensis）为狼蛛科舞蛛属的动物。在中国大陆，分布于汕头等地。该物种的模式产地在汕头。